# Marlhes
Marlhes is een gemeente in het Franse departement Loire (regio Auvergne-Rhône-Alpes). De plaats maakt deel uit van het arrondissement Saint-Étienne. Marlhes telde op 1 januari 2022 1.338 inwoners.

## Geografie
De oppervlakte van Marlhes bedroeg op 1 januari 2022 32,6 vierkante kilometer; de bevolkingsdichtheid was toen 41 inwoners per km².

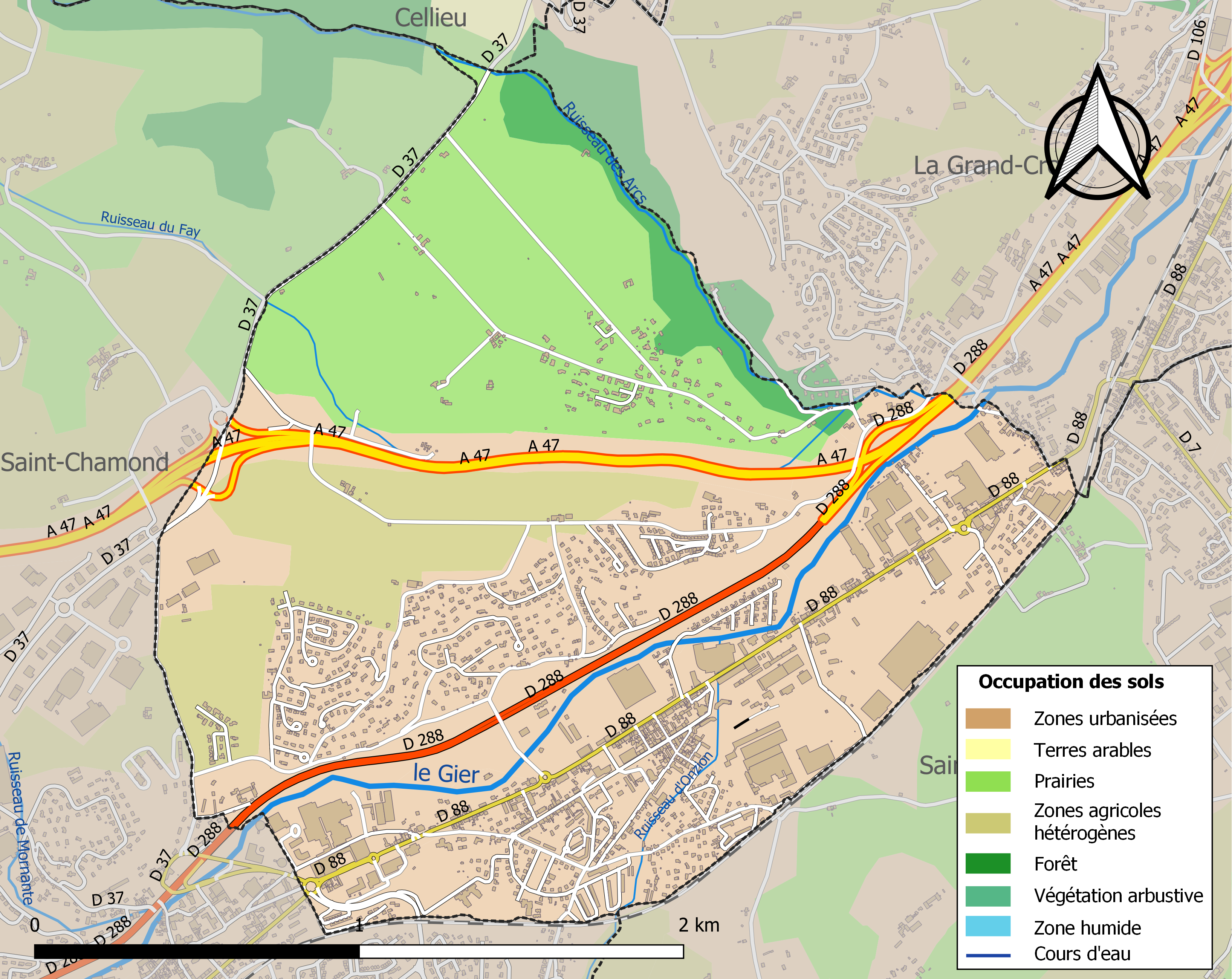
Kaart van de gemeente met de belangrijkste infrastructuur, bodemgebruik en omliggende gemeenten

## Demografie
Onderstaande figuur toont het verloop van het inwonertal (bron: INSEE-tellingen).